# 柳蒂日 (基輔州)
50°41′5″N 30°23′40″E / 50.68472°N 30.39444°E
柳蒂日（羅馬化：Liutizh）是烏克蘭北部基辅州维什霍罗德区新彼得里夫齊市鎮的村莊。該村始建於975年，面積3.2平方公里，2001年人口2,282，人口密度每平方公里713.1人。